# Объедков, Виктор Павлович
Виктор Павлович Объедков (28 августа 1912 — 28 мая 1990) — командир 6-й Ленинградской партизанской бригады.

## Биография
Родился в 1912 году в селе Ново-Троицкое (ныне — Терновского района Воронежской области).
Окончил техникум молочной промышленности. С августа 1932 по ноябрь 1934 года — мастер на Волфинском молзаводе (Глушковский район Курской области). С ноября 1934 по июнь 1936 года служил в РККА в г. Рыльске Курской области, политрук роты.
После демобилизации до августа 1938 г. работал в г. Белгороде экспертом молочной промышленности. В 1939 г. закончил Тамбовское Краснознаменное военно-пехотное училище им. товарищей Ашенбреннера и Уншлихта.
После окончания занимал должности командира взвода 415-го стрелкового полка, командира роты 56-го стрелкового дивизиона 46-й танковой дивизии. С декабря 1939 по март 1940 года воевал на Петрозаводском направлении в Финской кампании.
C марта 1940 года — старший лейтенант, командир пулемётной роты 185-й стрелковой дивизии (Опочка, Ленинградская область), с января 1941 командир роты 46-го танкового полка (46-я танковая дивизия). В составе дивизии воевал на Северо-Западном фронте.
В партизанах с 5 ноября 1941 года: командир партизанского отряда «За власть Советов» (2-я партизанская бригада; 5.11.1941 — 7.12.1942), командир 1-го партизанского полка (2-я партизанская бригада; 7.12.1942 — 3.1.1943), командир 6-й партизанской бригады (5.1.1943 — 3.3.1944) Ленинградского штаба партизанского движения. Боевые дела бригады, которой он командовал, записаны в летописи Великой Отечественной войны.
Майор (27 января 1944). После освобождения Псковской области от оккупации — заместитель председателя Псковского городского совета, заместитель председателя исполкома райсовета по промышленности Печорского района Псковской области (август 1945 — апрель 1951). Обучался в Москве на курсах переподготовки советских работников.
1 февраля 1947 года уволен в запас.
С 1947 года — депутат Печорского районного Совета депутатов трудящихся Псковской области. С мая 1951 — председатель укрупнённого колхоза имени Мичурина (Печорский район). С июля 1959 года — директор, с 1960 — заместитель директора заготконторы Печорского райпотребсоюза.
Персональный пенсионер республиканского значения.

## Награды
- Орден Ленина
- Орден Красного Знамени
- Богдана Хмельницкого 1-й степени (2 апреля 1944)
- медаль «Партизану Отечественной войны I степени»
- «За оборону Ленинграда»,
- «За доблестный труд»,
- «За Победу над Германией»,
- Орден Отечественной войны I степени (6.4.1985)[3].